# 河南商报
《河南商报》是一份以经济报道为特色的综合性都市报。在河南郑州出版发行，隶属于河南日报报业集团，创刊于1985年7月。《河南商报》以 “兴商润民，影响河南”为办报宗旨，版面美观大气、清秀脱俗、个性鲜明、内容丰富多彩，在保持都市报阅读性质的同时，努力突出“商”字特色。《河南商报》目前日出四开48版，面向河南全省发行，是目前省会郑州发行量第二的大报。
2007年7月，《河南商报》全新改版，成为全国唯一一家经济类都市报，是“全球商报联盟”的发起单位之一。2007年荣获“中国最具成长性强势媒体”， 2008年荣获“中国最具品牌竞争力强势媒体”。

## 历史
1983年，《河南商报》创刊，由河南省贸易厅主管主办。
1997年，《河南商报》改版为面向城市市民的综合性都市报，由河南省贸易厅和新华社河南分社联合办报，当年的发行量超过8万份。
2000年7月，经新华社总社和新闻出版署批准，《河南商报》改由新华社河南分社主管主办。归新华社河南分社主管主办后，依托新华社优势，采用自办发行和邮局代理发行相结合的办法，使发行量接近30万份。
2004年9月，《河南商报》并入河南日报报业集团，成为集团旗下一支新兴报纸。
2005年8月，《河南商报》全面改制，以新锐之势挺立中原报业，调整战略，重新布局。河南商报以新颖的视觉形象、敏锐独特的新闻视角，在中原乃至国内传媒界，奠定了自己的地位和新闻影响。 
2007年，河南商报荣获“2006年度中国最具成长性强势媒体”称号。
2008年6月，在“企业品牌传播力中国峰会”上，《河南商报》以“企业品牌传播全面、深入，新闻内容有深度、广告投放效果明显”，夺得“2007年度中国最具品牌竞争力强势媒体”的桂冠。同年7月1日，河南商报全新改版。
2010年年末，《河南商报》社长李蓬被评为“全国报业经营管理先进个人”，总编辑孟磊被评为“全国新闻出版行业领军人才”。同时，河南商报获得《新周刊》“中国娇子新锐榜”年度传媒之报纸提名，这是中原地区唯一获得提名的纸媒。
2011年，河南商报总编辑孟磊获得由中宣部、中央外宣办、国家广电总局、新闻出版总署、中国记协联合授予的“全国优秀新闻工作者”荣誉称号。

## 事件

### 死刑冤案报道
2005年3月15日，河南商报《一案两凶，谁是真凶》一文报道了河北“聂树斌案”死刑冤案，这些报道推动了中国司法制度的改革，促进最高人民法院收回了死刑复核权。

### 报道“封口费事件”
2005年7月，《河南商报》报道了河南汝州在7月31日发生一起煤矿透水事故后，当地政府给前来采访的记者“封口费”的事件，在采访这起煤矿事故中的真假记者480人共领走了20万“封口费”。报道一出，全国舆论哗然。上海《东方早报》、广州《南方都市报》等国内有影响的媒体纷纷发表评论，国外媒体亦有转载。随后此事引起了国家新闻总署和中宣部的注意，河南有关部门当即成了调查组开赴汝州展开调查，當局稱采访记者没有当时领取“封口费”的名单原件，没有录音录象资料，也没有拍到的照片，被调查的煤矿也否认这件事，记者的报道被指无任何证据可言。然而，整起礦難事件未曾獲得官方媒體報道，《河南商報》的采訪記者亦承認曾獲封口費，唯之後上繳報社。
随后，问题调查组开始对《河南商报》开展调查。最后对这起新闻的定性为“不实报道”，采访记者被暂时停职，值班总编也被停职，其余人员作检查。直接指挥采写新闻的《河南商报》顾问马云龙也被辞退。国家新闻出版总署和中宣部于2005年9月14日作出处罚决定，2005年9月17日至10月16日，河南商报被主管部门勒令休刊一个月。

## 参看
- 大河报
- 东方今报